# الردلا
الردلا (به اسپانیایی: Olèrdola) یک شهرستان در اسپانیا است که در کاتالونیا واقع شده‌است.

## خصوصیات
الردلا ۳۰٫۱۵ کیلومترمربع مساحت و ۳٬۲۸۰ نفر جمعیت دارد و ۱۸۹ متر بالاتر از سطح دریا واقع شده‌است.
قلعه اولردولا در اوایل قرون وسطی منطقه رکود پندس را کنترل می کرد و زمانی که قلعه آن تحت کنترل میر گریبرت شورشی ، "شاهزاده اولیردولا" بر منطقه تسلط یافت، به اوج اهمیت خود رسید.